# Уэтакэ, Ёдзиро
Ёдзиро Уэтакэ (яп. 上武 洋次郎 Уэтакэ Ё:дзиро:, род. 12 января 1943 года, Татебаяси, префектура Гумма, Япония); по выходе на пенсию изменил фамилию и стал Ёдзиро Обата  — японский борец вольного стиля, двукратный чемпион Олимпийских игр 

## Биография
Начал заниматься борьбой в старших классах школы, в 1964 году, уже будучи студентом университета Васэда, победил на Всеяпонском чемпионате и был отобран для участия в олимпийских играх.
На Летних Олимпийских играх 1964 года в Токио боролся в категории до 57 килограммов (легчайший вес). Выбывание из турнира проходило по мере накопления штрафных баллов. За чистую победу штрафные баллы не начислялись, за победу по очками при любом соотношении голосов начислялся 1 штрафной балл, любое поражение по очкам каралось 3 штрафными баллами, чистое поражение - 4 штрафными баллами. В схватке могла быть зафиксирована ничья, тогда каждому из борцов начислялись 2 штрафных балла. Если борец набирал 6 или более штрафных баллов, он выбывал из турнира.
Титул оспаривали 20 человек. Ёдзиро Уэтакэ уверенно провёл турнир, вышел в финальную часть, где победил обоих соперников и стал чемпионом олимпийских игр 
| Круг              | Соперник           | Страна                                    | Результат | Основание                  | Время схватки |
| ----------------- | ------------------ | ----------------------------------------- | --------- | -------------------------- | ------------- |
| 1                 | Карл Додримонт     | Германия                                  | Победа    | Туше (0 штрафных баллов)   | 9:01          |
| 2                 | Уолтер Пиллинг     | Великобритания                            | Победа    | Туше (0 штрафных баллов)   | 8:14          |
| 3                 | Мухаммад Сирай-Дин | Пакистан                                  | Победа    | По очкам (1 штрафной балл) | -             |
| 4                 | Чхве Ён Гиль       | Республика Корея                          | Победа    | По очкам (1 штрафной балл) | -             |
| 5                 | Дэвид Обл          | Соединённые Штаты Америки                 | Победа    | По очкам (1 штрафной балл) | -             |
| Финал (встреча 1) | Хюсейн Акбаш       | Турция                                    | Победа    | По очкам (1 штрафной балл) | -             |
| Финал (встреча 2) | Айдын Ибрагимов    | Союз Советских Социалистических Республик | Победа    | По очкам (1 штрафной балл) | -             |

После олимпийских игр, в 1965 году уехал в США, где продолжил обучение в университете Оклахомы, который давно известен в США своими борцовскими традициями.  Во время обучения выиграл три национальных титула по версии NCAA, провёл 58 схваток (по другим данным 57 )за университет, и ни одной не проиграл. Впоследствии был введён в Зал славы борьбы Университета Оклахомы. Закончив обучение, вернулся в Японию.
На Летних Олимпийских играх 1968 года в Мехико боролся в категории до 57 килограммов (легчайший вес). Регламент турнира остался прежним, но начисление штрафных баллов несколько изменилось. Как и прежде, за чистую победу штрафные баллы не начислялись, за победу за явным преимуществом начислялось 0,5 штрафных балла, за победу по очкам 1 штрафной балл, за ничью 2 или 2,5 штрафных балла, за поражение по очкам 3 балла, поражение за явным преимуществом 3,5 балла, чистое поражение — 4 балла. Борец, набравший 6 баллов из турнира выбывал. Титул оспаривали 21 человек. Борьба в категории была весьма упорной, после пятого круга оставалось ещё пять человек, претендовавших на медали, включая золотую. Ёдзиро Уэтакэ делил 1 — 3 места с Али Алиевым, пятикратным чемпионом мира, который на двух предыдущих олимпиадах оставался за чертой призёров, и иранцем Талеби. В шестом круге Ёдзиро Уэтакэ не боролся, что позволило ему сохранить прежнее количество штрафных баллов и выйти на первое место. Один из претендентов на медали выбыл, но тем не менее оставшиеся четверо продолжали претендовать на первое место. Однако для японского борца для золотой медали было достаточно свести с иранцем схватку вничью, что он и сделал. А Али Алиев на третьей олимпиаде, проиграв американскому борцу Дону Бему, вновь остался без медали. 
| Круг  | Соперник          | Страна                                    | Результат | Основание                                   | Время схватки |
| ----- | ----------------- | ----------------------------------------- | --------- | ------------------------------------------- | ------------- |
| 1     | Марко Теран       | Эквадор                                   | Победа    | Туше (0 штрафных баллов)                    | 2:47          |
| 2     | Хорст Майер       | Германская Демократическая Республика     | Победа    | Туше (0 штрафных баллов)                    | 1:43          |
| 3     | Збигнев Зедрицкий | Польша                                    | Победа    | По очкам (1 штрафной балл)                  | -             |
| 4     | Али Алиев         | Союз Советских Социалистических Республик | Ничья     | 2 штрафных балла                            | -             |
| 5     | Бишамбар Сингх    | Индия                                     | Победа    | За явным преимуществом (0,5 штрафных балла) | -             |
| 6     | -                 | -                                         | -         | -                                           | -             |
| Финал | Абуталеб Талеби   | Иран                                      | Ничья     | 2 штрафных балла                            | -             |

Член Зала славы борьбы FILA 
Педантичный. Хирургически точный. Высоко координированный. Образцовый. Господствующий. Эти прилагательные и многие другие, могут быть использованы чтобы описать безупречную технику и борцовские навыки Ёдзиро Уэтакэ Оригинальный текст (англ.)Meticulous. Surgical. Precise. Classic. Dominant. Those adjectives and many more have been used to describe the flawless technique and wrestling skills of Yojiro Uetake

Его точность и пластичность движений поражали не только зрителей, но и видавших виды именитых участников Олимпиады.— — 
После окончания карьеры в спорте работал в гостиничном бизнесе. В префектуре Гумма ежегодно проводится турнир по вольной борьбе среди мальчиков на Кубок Ёдзиро Обаты.